# Tårs Færgehavn
Tårs Færgehavn er en færgehavn der ligger på Lolland syd for landsbyen Tårs og nordvest for Nakskov.
Havnen ligger på det vestlige Lolland og ud til Langelandsbælt, og har færgeforbindelse til Spodsbjerg på Langeland.
Overfarten med færgeruten Spodsbjerg-Tårs tager 45 minutter.
Ud fra en Transportministeriets-rapport ønsker lokale myndigheder at bygge en ny Tårs Færgehavn et par kilometer ude i Langelandsbæltet som yderligere reducerer overfartstiden.
Fra Tårs Færgehavn er der motortrafikvej til Halsted. Vejen indgår i primærrute 9 og går mod Sydmotorvejen E47 og Maribo. 